# Strombolicchio
Strombolicchio (italienisch für „kleiner Stromboli“) ist eine kleine Vulkaninsel im südlichen Tyrrhenischen Meer vor Sizilien in der Inselgruppe der Liparischen Inseln. Die Insel gehört administrativ zur Gemeinde Lipari und ist Teil des NATURA 2000 Natur- und Landschaftsschutzgebietes Isole di Stromboli e Strombolicchio.

## Geographie und Geologie
Die unbewohnte Insel liegt etwa eine Seemeile nordöstlich von Stromboli und ist der nördlichste Punkt der Autonomen Region Sizilien. Das etwa 3000 m² große turmartige Eiland ist durch steile, senkrecht ins Meer abfallende Klippen gekennzeichnet.
Der Legende nach handelt es sich bei der Insel um einen ehemaligen Propfen, der den Schlot des Stromboli verstopfte und bei einem heftigen Ausbruch ins Meer geschleudert wurde.
Geologisch gesehen ist die Insel der nicht verwitterte Rest der Schlotfüllung eines eigenständigen Vulkans, der zur ersten Eruptionshpase des Komplexen Vulkans Stromboli gehört. Strombolicchio ist mit etwa 200.000 Jahren der älteste Teil in der geologischen Evolutionsgeschichte von Stromboli. Das Gestein der Insel setzt sich aus Dykes, Breccie und Laven zusammen.

## Flora und Fauna
Die unwirtliche erscheinende Insel ist das Habitat von einigen seltenen Tier- und Pflanzenarten. Sie gehört zu den bemerkenswertesten und empfindlichsten Standorten in den Liparischen Inseln. Unter den Pflanzen finden sich sowohl lithophile als auch sub-halophile Arten. Zu den seltenen auf Strombolicchio beheimateten Arten gehört die Bassia saxicola, ein Halbstrauch aus der Familie der Fuchsschwanzgewächse.
Bekannt ist die Insel als Habitat der Äolischen Mauereidechse. Der vom Aussterben bedrohte Endemit kommt neben Strombolicchio in Unterarten noch auf den zwei Felsklippen Scoglio Faraglione und La Canna sowie auf der Insel Vulcano vor. Im Jahr 2018 gab es nach Schätzungen noch 1050 Exemplare dieser Art, wovon allein etwa 500 auf Strombolicchio lebten. Im Oktober 2022 wurde vor der Insel an fünf aufeinanderfolgenden Tagen eine Mittelmeer-Mönchsrobbe gesichtet. Es handelte sich um die erste belegte Sichtung vor Strombolicchio dieser ebenfalls vom Aussterben bedrohten Art.
Obwohl die Insel Strombolicchio seit 1997 zum Naturschutzgebiet erklärt wurde und sie nur zu wissenschaftlichen Zwecken betreten werden darf, wird sie von Touristen und Neugierigen aufgesucht. Der anthropogene Druck in den Sommermonaten stellt insbesondere für die dort lebenden seltenen Arten eine ernsthafte Bedrohung dar.

## Leuchtturm
Die Arbeiten zur Errichtung des Leuchtturms auf Strombolicchio wurden 1920 begonnen. Die ursprünglich 57 m über dem Meeresspiegel liegende Spitze des Felsens wurde zur Schaffung einer ebenen Fläche auf eine Höhe von 49 m eingeebnet. Die Fertigstellung des 8 m hohen Turms erfolgte 1926. Um zum Turm zu gelangen, wurde an der Südseite der Insel eine Landungssteg errichtet, von der eine Treppe mit über 200 Stufen zum Turm führt. Es sollten aber noch zwölf Jahre vergehen, bis der Turm schließlich 1938 in Betrieb genommen wurde.
Dem Turm kommt eine besondere nautische Bedeutung zu, da er an einer der wichtigsten Wasserstraßen liegt, die zur Straße von Messina führen. Das Leuchtfeuer wurde früher mit 70 kg Acetylen-Gasflaschen betrieben. Letztere mussten vom Landungssteg ohne mechanische Hilfsmittel per Hand zum Leuchtturm geschafft werden, wobei durch den Abbruch einiger Treppenstufen die Arbeit wesentlich erschwert wurde. Später wurde der Betrieb auf LPG umgestellt und die Anlage mit acht 15 kg Gasflaschen betrieben, die für etwa 12 Monate ausreichten.
Der mittlerweile vollkommen automatisierte Turm kommt ohne Wärter aus und wird von der Italienischen Marine betrieben. Seit 2014 wird das Leuchtfeuer mit erneuerbaren Energien aus einer Kombination von Solar- und Windenergie betrieben.